# 青木食品
株式会社青木食品（あおきしょくひん）は福島県本宮市に本拠を置く、製麺業の企業。

## 沿革
- 1922年（大正11年） - 青木専三が青木製麺所を創業。
- 2005年（平成17年） - スターゼンから支援を受け、新会社の株式会社青木食品として設立。
- 2011年（平成23年） - 本宮市に工場を新設。